# Beverly Hills, 90210 (3.ª temporada)
A terceira temporada de Beverly Hills, 90210, uma série de televisão norte-americana de drama adolescente, começou a ser exibida em 15 de julho de 1992 na rede de televisão Fox. A temporada terminou em 19 de maio de 1993 após 30 episódios. Esta temporada segue os grupo de amigos durante o verão e seu último ano do ensino médio, como eles lidam com questões diárias de adolescentes, como sexo, infidelidade, relacionamentos, abuso sexual infantil, discriminação racial, expulsão, poluição, abuso de drogas, distúrbios alimentares, imagem corporal, greves estudantis, luto, situações ilegais e seus futuros iminentes.
A terceira temporada foi ao ar nas noites de quarta-feira nos Estados Unidos, com uma média de 18,3 milhões de telespectadores por semana. A temporada foi lançada em DVD como um conjunto de oito discos sob o título de Beverly Hills, 90210: The Third Season em 2007 pela CBS DVD.

## Enredo
A terceira temporada segue o grupo quando eles preparam-se para dizer adeus um ao outro e dizer olá para o futuro. Com o verão chegando ao fim, o último ano promete ser seu ano mais memorável e desafiador, já que eles lidam com perdas, danos, amor e uma traição tão chocantes, que ameaça separar os amigos para sempre.

## Elenco e personagens

### Recorrente
- Jason Priestley como Brandon Walsh (30 episódios)
- Shannen Doherty como Brenda Walsh (30 episódios)
- Jennie Garth como Kelly Taylor (30 episódios)
- Ian Ziering como Steve Sanders (30 episódios)
- Gabrielle Carteris , como Andrea Zuckerman (30 episódios)
- Luke Perry como Dylan McKay (30 episódios)
- Brian Austin Green como David Prata (30 episódios)
- Tori Spelling como Donna Martin (30 episódios)
- Carol Potter como Cindy Walsh (29 episódios)
- James Eckhouse como Jim Walsh (28 episódios)

- Joe E. Tata como Nat Bussichio
- Ann Gillespie como Jackie Taylor
- Dana Barron como Nikki Witt
- Marca Kiely como Gil Meyers
- Josh Taylor como Jack McKay

## Episódios
| N.º na série | N.º na temp. | Título                                          | Dirigido por        | Escrito por          | Exibição original       | Cód. de produção  | Audiência (milhões) |
| --- | ------------ | ----------------------------------------------- | ------------------- | -------------------- | ----------------------- | ----------------- | ------------------- |
| 51 | 1            | "Misery Loves Company"                          | Jeffrey Melman      | Jessica Klein        | 15 de julho de 1992     | 2192050           | 16.7                |
| Brenda desafia seu pai ao continuar vendo Dylan. Brandon volta a trabalhar no Clube de Praia, e descobre que Andrea também está trabalhando lá e que seus pais agora são sócios do clube. Steve, para ganhar uma aposta que fez com Brandon, começa a trabalhar no Peach Pit. Os pais de Brenda a flagram com Dylan no clube. Brenda se muda para a casa de Dylan. |              |                                                 |                     |                      |                         |                   |                     |
| 52 | 2            | "The Twins, the Trustee, and the Very Big Trip" | David Carson        | Charles Rosin        | 22 de julho de 1992     | 2192051           | 15.8                |
| A repentina paixão de Kelly por Erin e pelos laços familiares funciona como uma ponte no hiato entre Brenda e seus pais, mas não antes de Jim pegar pesado e fazer todo o tipo de ameaça à Dylan. As gêmeas que estão saindo com Brandon e Steve ficam indignadas com a troca proposta por Steve e dão uma lição nele. Donna e Brenda vão para Paris. |              |                                                 |                     |                      |                         |                   |                     |
| 53 | 3            | "Too Little, Too Late/Paris 75001"              | Daniel Attias       | Karen Rosin          | 29 de julho de 1992     | 2192052           | 13.2                |
| O pai de Dylan pede um grande favor. Donna e Brenda são apresentadas à Paris, a cidade luz. Brandon diz a Andrea que a ama, mas é o pequeno Cameron quem a convence a desistir da convenção em Houston com o seu namorado republicano. NOTA: James Eckhouse não aparece neste episódio. |              |                                                 |                     |                      |                         |                   |                     |
| 54 | 4            | "Sex, Lies and Volleyball/Photo Fini"           | Jeffrey Melman      | Kenneth Biller       | 5 de agosto de 1992     | 2192053           | 13.2                |
| Brandon e Steve se interessam pela mesma garota, só que ela está a fim do Brandon, o que deixa Steve bem decepcionado. Há algo mais no ar entre Dylan e Kelly do que uma simples parceria no campeonato de vôlei. Donna trabalha como modelo em Paris. Steve e Brooke vencem o campeonato de vôlei. |              |                                                 |                     |                      |                         |                   |                     |
| 55 | 5            | "Shooting Star/American in Paris"               | Daniel Attias       | Jessica Klein        | 12 de agosto de 1992    | 2192054           | 16.2                |
| Kelly e Dylan se sentem cada vez mais atraídos e mal se dão conta da iminente chegada de Brenda. David tem dificuldades em lidar com Steve, que quer ser seu empresário. Brenda finge ser francesa enquanto se apaixona por um americano em Paris. |              |                                                 |                     |                      |                         |                   |                     |
| 56 | 6            | "Castles in the Sand"                           | Paul Lazarus        | Ann Donahue          | 19 de agosto de 1992    | 2192055           | 17.1                |
| Brenda e Donna retornam de Paris. Dylan e Kelly resolvem não contar nada para Brenda e agem como se nada tivesse acontecido. Brandon percebe um pouco de deboche no estereótipo social em Brooke. O empresário Steve negocia para que David toque no Clube de Praia. |              |                                                 |                     |                      |                         |                   |                     |
| 57 | 7            | "A Song of Myself"                              | Jeffrey Melman      | Kenneth Biller       | 9 de setembro de 1992   | 2192056           | 16.6                |
| É o primeiro dia de aula do último da escola. David se apavora quando descobre que Nikki, alguém com quem ele ficou no verão, é a colega-caloura de Donna. Andrea se revolta com as imposições do professor Meyers quanto a linha editorial do jornal. Brenda e Steve também têm seus colegas-calouros. |              |                                                 |                     |                      |                         |                   |                     |
| 58 | 8            | "The Back Story"                                | Bradley M. Gross    | Karen Rosin          | 16 de setembro de 1992  | 2192057           | 14.3                |
| O cigarro se torna o menor dos problemas entre Kelly e Brenda, que discutem a vida escolar de Beverly Hills em um sensacionalista programa de TV. Brandon e Nikki começam a se esbarrar com bastante frequência pelos corredores de West Beverly. Steve está interessado numa grade de disciplinas desimportantes. |              |                                                 |                     |                      |                         |                   |                     |
| 59 | 9            | "Highwire"                                      | Bethany Rooney      | Star Frohman         | 23 de setembro de 1992  | 2192058           | 16.2                |
| Enquanto Andrea sonha em ir para Yale, Steve se contenta com a Universidade da Califórnia. Donna encontra uma faculdade, Brandon e Brenda disputam para ver quem vai sair do estado e Kelly e Dylan acham que faculdade é coisa para poucos. |              |                                                 |                     |                      |                         |                   |                     |
| 60 | 10           | "Home and Away"                                 | Jack Bender         | Chip Johannessen     | 7 de outubro de 1992    | 2192059           | 15.6                |
| Brandon corre atrás de um editorial depois que a direção da sua escola cancela um jogo do time de futebol americano de West Beverly contra uma escola, cujo último jogo resultou em violência fatal. |              |                                                 |                     |                      |                         |                   |                     |
| 61 | 11           | "A Presumption of Innocence"                    | Bethany Rooney      | Karen Rosin          | 21 de outubro de 1992   | 2192060           | 16.4                |
| O professor Meyer está sendo acusado de má conduta sexual, mas ele só está preocupado com o futuro de quem o está acusando. Enquanto isso, o surfe começa a interferir na saúde de Dylan e Brandon critica a pista de dança. NOTA: James Eckhouse & Carol Potter não aparecem neste episódio. |              |                                                 |                     |                      |                         |                   |                     |
| 62 | 12           | "Destiny Rides Again"                           | Christopher Hibler  | Jessica Klein        | 4 de novembro de 1992   | 2192061           | 19.9                |
| O destino faz com que Brenda e Rick se encontrem novamente. Andrea é atropelada. Donna recebe conselhos de um padre e da comediante Rosie O'Donnell. Brandon, Nikki, Donna e David falam de sua vida sexual no programa de TV de Rosie O'Donnell. Steve convence seu colega-calouro Herbert a ajudá-lo a entrar no sistema de computadores da escola e altera suas notas. Brenda confessa a Rick que não é francesa. O teste de Dylan é anulado por suspeita de fraude. Brenda e Dylan terminam. |              |                                                 |                     |                      |                         |                   |                     |
| 63 | 13           | "Rebel with a Cause"                            | Daniel Attias       | Star Frohman         | 11 de novembro de 1992  | 2192062           | 19.7                |
| Steve é colocado contra a parede, já que ele ficou muito perto da investigação da fraude do computador. Brenda começa a namorar Rick, que é um grande admirador de Jim. Mas Jim tem mais um admirador, ou melhor, admiradora: Dottie, sua competente secretária. Brenda faz uma cena ao ver Dylan e Kelly juntos. Brenda termina com Rick. Dylan resolve sumir por uns tempos. |              |                                                 |                     |                      |                         |                   |                     |
| 64 | 14           | "Wild Horses"                                   | Bobby Roth          | Kenneth Biller       | 18 de novembro de 1992  | 2192063           | 16.9                |
| Diesel, o ex-namorado de Nikki, cria vários problemas entre ela e Brandon. Donna exige paz entre Brenda e Kelly. Dylan se envolve com uma mulher mais velha, dona de inúmeros cavalos de corrida, que acha que o dinheiro pode comprar tudo. |              |                                                 |                     |                      |                         |                   |                     |
| 65 | 15           | "The Kindness of Strangers"                     | Richard Lang        | Jessica Klein        | 25 de novembro de 1992  | 2192064           | 16.2                |
| Dylan não é o mais agradável dos anfitriões quando seu pai consegue uma licença para sair da prisão na Ação de Graças. Jim tenta ajudar um inexperiente Brandon. Steve procura a melhor hora para revelar à sua mãe as más notícias. |              |                                                 |                     |                      |                         |                   |                     |
| 66 | 16           | "It's a Totally Happening Life"                 | Richard Lang        | Charles Rosin        | 16 de dezembro de 1992  | 2192066           | 15.8                |
| Dois anjos olham por Andrea, que é aceita em Yale mas termina seu namoro; por Brandon, que recebe as más notícias; por Kelly, Brenda e Dylan, que têm uma madura abordagem para o seu triângulo amoroso; e pelo resto do grupo, uma vez que estão todos indo de encontro ao desastre a caminho de uma festa de Natal para crianças carentes. |              |                                                 |                     |                      |                         |                   |                     |
| 67 | 17           | "The Game Is Chicken"                           | Jack Bender         | Darren Star          | 6 de janeiro de 1993    | 2192065           | 16.2                |
| O dinheiro fácil e rápido conseguido em corridas de carros atrai Steve e Brandon, mas Dylan teme que eles se dêem mal. Brenda e Kelly marcam um encontro às cegas com dois caras de Princeton, filhos de uma amiga de Cindy. Mas o que elas não esperavam era que eles fossem da Escola Princeton. Donna se prepara para substituir David no programa da rádio da escola. Brandon descobre que um dos carros que está participando da corrida foi o que atropelou Andrea. |              |                                                 |                     |                      |                         |                   |                     |
| 68 | 18           | "Midlife... Now What?"                          | Robert Becker       | Lana Freistat Melman | 13 de janeiro de 1993   | 2192067           | 16.6                |
| Cindy, Jackie, Brenda, Kelly, Donna e Andrea vão passar o fim de semana num spa. Cindy teme que a crise da meia-idade ataque Jim, e morre de ciúmes da secretária do marido. Enquanto isso, Brenda descobre que Mel está tendo um caso e conta a Kelly. Dylan imagina como seria seu futuro com Brenda e com Kelly, e não consegue se decidir por nenhuma. |              |                                                 |                     |                      |                         |                   |                     |
| 69 | 19           | "Back in the High Life Again"                   | Bill D'Elia         | Jessica Klein        | 27 de janeiro de 1993   | 2192068           | N/A                 |
| Kelly é a única que vai a festa para o pai de Dylan, que acaba de sair da cadeia. Jack McKay, aliás, está louco para colocar as mãos no fundo de Dylan. Dylan toma uma decisão e escolhe Kelly. David encontra um lar depois que seu pai se muda. Kelly e Dylan contam a Brenda sobre o verão, o que a faz se sentir traída. |              |                                                 |                     |                      |                         |                   |                     |
| 70 | 20           | "Parental Guidance Recommended"                 | Gwen Arner          | Darren Star          | 3 de fevereiro de 1993  | 2192069           | 16.6                |
| A mãe de Dylan chega do Havaí com a intenção de não revogar o fundo de Dylan, mas acaba sendo convencida por Jack e pelo próprio filho. Uma grande gravadora quer lançar o disco de David, mas exige que ele dispense Steve como seu empresário. |              |                                                 |                     |                      |                         |                   |                     |
| 71 | 21           | "Dead End"                                      | Jeffrey Melman      | Star Frohman         | 10 de fevereiro de 1993 | 2192070           | 19.7                |
| Alguém espia Dylan e seu pai. Jim resolve permitir que Jack se aposse do fundo de Dylan. Problemas financeiros forçam Jackie a colocar a casa à venda, deixando Kelly revoltada. Enquanto isso, Brenda, Cindy e Donna participam de um curso de auto-defesa. Jack morre na frente de Dylan. |              |                                                 |                     |                      |                         |                   |                     |
| 72 | 22           | "The Child Is Father to the Man"                | James Whitmore, Jr. | Charles Rosin        | 17 de fevereiro de 1993 | 2192071           | 18.7                |
| Kelly sente que foi deixada de lado quando os Walsh oferecem abrigo para Dylan, que acaba descobrindo sobre o trato condicional de seu pai. Dylan luta com o menino assustado que existe dentro dele para voltar a vida normal. |              |                                                 |                     |                      |                         |                   |                     |
| 73 | 23           | "Duke's Bad Boy"                                | Robert Becker       | Jessica Klein        | 3 de março de 1993      | 2192072           | 16.0                |
| David paga caro por ter dispensado Steve para ficar com um produtor que é um verdadeiro trambiqueiro. Brandon faz outra aposta para conseguir a grana que deve a Duke. Andrea tenta acalmar Dylan e sua aflição, convencendo-a a escrever sobre o que está sentindo. Kelly acha que está gorda e exagera no moderador de apetite. |              |                                                 |                     |                      |                         |                   |                     |
| 74 | 24           | "Perfectly Perfect"                             | Bethany Rooney      | Gillian Horvath      | 24 de março de 1993     | 2192073           | 19.1                |
| Na festa surpresa do seu 18º aniversário, são os convidados de Kelly que ficam surpresos, ao vê-la desmaiar e ir para o hospital. Steve convence Brandon a participar com ele de um programa de namoro na TV. |              |                                                 |                     |                      |                         |                   |                     |
| 75 | 25           | "Senior Poll"                                   | Christopher Hibler  | Darren Star          | 7 de abril de 1993      | 2192074           | 15.0                |
| Kelly, eleita a formanda mais bonita, teme que ninguém perceba que ela tem mais qualidades, além de sua beleza. Brenda se inscreve na Universidade de Minnesota e pensa seriamente em retornar para sua antiga cidade. Enquanto isso, Steve fica furioso, pois Brandon, ao invés de convidar duas garotas, leva Jim e Cindy para o jogo de basquete. Mas tudo muda quando Steve acaba ganhando US$ 10 mil por acertar um arremesso no intervalo do jogo. |              |                                                 |                     |                      |                         |                   |                     |
| 76 | 26           | "She Came in Through the Bathroom Window"       | Jason Priestley     | Ken Stringer         | 28 de abril de 1993     | 2192075           | 14.4                |
| No passeio dos formandos, Kelly é assaltada. Andrea morre de medo de andar na Víbora, a melhor montanha russa da costa oeste. Quando o assaltante de Kelly tenta roubar Donna, ela utiliza os conhecimentos adquiridos no curso de auto-defesa. Steve e Dylan fazem de tudo para contatar Burt Reynolds para ajudar uma bela mulher, que acaba se revelando uma trambiqueira. NOTA: Burt Reynolds faz uma aparição como convidado neste episódio. |              |                                                 |                     |                      |                         |                   |                     |
| 77 | 27           | "A Night to Remember"                           | Richard Lang        | Jessica Klein        | 5 de maio de 1993       | 2192076           | 17.0                |
| O baile de formatura está cada vez mais próximo e nenhum dos irmãos Walsh ainda encontrou seu par. Donna e David têm grandes planos para a noite da festa. A junta disciplinar vota duas novas medidas: o uso de uniforme em West Beverly e a proibição de bebidas alcoólicas na festa de formatura. Antes da festa, a turma brinda sua formatura. Andrea faz uma proposta indecente a Brandon. |              |                                                 |                     |                      |                         |                   |                     |
| 78 | 28           | "Something in the Air"                          | James Whitmore, Jr. | Jessica Klein        | 12 de maio de 1993      | 2192077           | 16.9                |
| Brandon aceita a sugestão do professor Meyers e lidera os formandos e os calouros num protesto bem arriscado, no estilo dos anos 60, para que Donna não seja punida por ter ficado bêbada na festa de formatura, e para que ela possa se formar junto com sua turma. NOTA: Esta é a primeira aparição de Michael Durrell como Dr. John Martin, pai de Donna. |              |                                                 |                     |                      |                         |                   |                     |
| 79 80 | 29 30        | "Commencement"                                  | Daniel Attias       | Charles Rosin        | 19 de maio de 1993      | 2192078A 2192078B | 22.2                |
| Finalmente acontece a formatura. Mas não antes de Steve propor à turma que eles façam algo especial. Steve tem medo de não poder se formar. Andrea aflige-se com o seu discurso e com a escolha da universidade, assim como Brenda, que foi aceita em Minnesota. Dylan recebe a visita surpresa de sua mãe. O Café dos Formandos, organizado por David e Donna, é um sucesso, com várias recordações e homenagens.A turma prepara o "projeto especial", que é mantido em segredo. Todos recordam seus momentos inesquecíveis. Na formatura, Andrea tem um branco e esquece o seu discurso. Mas seu discurso de improvisação comove todos. Kelly fica feliz ao perceber que o seu pai compareceu a sua formatura. À noite, todos se reúnem na montanha em Hollywood e pensam no futuro. No dia seguinte, de longe, a turma contempla o projeto especial que fizeram. |              |                                                 |                     |                      |                         |                   |                     |